# カリス・ファン・ハウテン
カリス・ファン・ハウテン（Carice van Houten, Carice Anouk van Houten, 1976年9月5日 - ）は、オランダの女優。
『ブラックブック』や『ワルキューレ』、『レポゼッション・メン』など世界的に知られる映画に出演している。出身国のオランダ国内では高い評価を得ており、オランダ映画祭の金の子牛賞を幾度か受賞している。
歌手としても活動しており、2012年にアルバムを発表している(See You on the Ice)。映画『ブラックブック』(2006年)では歌手役の女性を演じ、同作品のサウンドトラックには彼女の歌が収録されている。

## 来歴
南ホラント州ライデルドルプ生まれ。映画研究家の父とオランダの教育テレビ局の取締役である母の間に生まれる。妹のイェルカ・ファン・ハウテンも女優。
1999年にTV映画『Suzy Q』で初主演し、オランダ映画祭のTV部門最優秀女優賞を受賞。その後、映画『ネコのミヌース』、『ブラックブック』で映画部門の最優秀女優賞と、合計3回受賞している。
2015年から俳優ガイ・ピアースと交際しており、2016年3月に彼との間の子を妊娠中であることを公表した。9月に第1子男児出産が明らかとなる。

## 主な出演作品
| 公開年    | 邦題 原題                                                | 役名                                     | 備考        |
| --------- | -------------------------------------------------------- | ---------------------------------------- | ----------- |
| 2001      | ネコのミヌース Undercover Kitty                          | ミヌース                                 |             |
| 2005      | ボクの熱気球 Lepel                                       |                                          |             |
| 2005      | ゾウがお家にやって来た Knetter                           | リス                                     |             |
| 2006      | ブラックブック Zwartboek                                 | ラヘル・シュタイン／エリス・デ・フリース |             |
| 2007      | ラブ・イズ・オール Alles is Liefde                       | キキ                                     |             |
| 2008      | ワルキューレ Valkyrie                                    | ニーナ・フォン・シュタウフェンベルク     |             |
| 2010      | レポゼッション・メン Repo Men                            | キャロル                                 |             |
| 2011      | イントルーダーズ Intruders                               | スザンナ                                 |             |
| 2012-2019 | ゲーム・オブ・スローンズ Game of Thrones                 | メリサンドル                             | TV シリーズ |
| 2013      | フィフス・エステート/世界から狙われた男 The Fifth Estate | ビルギッタ・ヨンスドッティル             |             |
| 2016      | 栄光のランナー/1936ベルリン Race                         | レニ・リーフェンシュタール               |             |
| 2019      | ドミノ 復讐の咆哮 Domino                                 | アレックス・ボー                         |             |